# Louis Petit de Julleville
Louis Petit de Julleville, född den 18 juli 1841 i Paris, död där den 25 augusti 1900, var en fransk litteraturhistoriker. Han var far till kardinalen Pierre Petit de Julleville.
Petit de Julleville, som var professor i franska litteraturen vid Sorbonne, författade en betydande Histoire du théâtre en France (5 band, 1880–1886) och Le théâtre en France (1889; 3:e upplagan 1893) med mera samt redigerade den stora Histoire de la langue et de la littérature française (8 band, 1896–1899).